# L'amore imperfetto
L'amore imperfetto è un film drammatico del 2001 diretto da Giovanni Davide Maderna, presentato nella sezione Cinema del presente della 58ª Mostra internazionale d'arte cinematografica di Venezia e uscito nelle sale italiane il 12 aprile 2002.